# Reinout Willem van Bemmelen
Reinout Willem van Bemmelen, também conhecido como Rein van Bemmelen (Batavia, Índias Orientais Holandesas, 14 de abril de 1904 — Unterpirkach, Áustria, 19 de novembro de 1983) foi um geólogo holandês.
Trabalhou sobretudo nas áreas da geologia estrutural, geologia económica e vulcanologia. Também ficou conhecido pelos seus trabalhos sobre a geologia da Indonésia.
Foi laureado com a Medalha Wollaston de 1977 pela Sociedade Geológica de Londres.

## Obras
- The Geology of Indonesia The Hague: Govt. Printing Office, 2 volumes, 1949.